# Na de repetitie
Na de repetitie (Zweeds: Efter repetitionen) is een film van de Zweedse regisseur Ingmar Bergman uit het jaar 1984. De film werd gemaakt voor de Zweedse televisie.

## Verhaal
De rationele en beheerste theaterdirecteur Henrik Vogler blijft na repetities achter om na te denken. Op die dag komt Anna terug om te zoeken naar een armband. Zij is de hoofdrolspeelster in zijn nieuwe productie van het toneelstuk Een droomspel van de Zweedse auteur August Strindberg. Ze vertelt dat ze haar overleden moeder haat, een actrice met een drankprobleem en de minnares van Vogler. In een droom herinnert Vogler zich hoe Anna's moeder hem op een dag na een repetitie vroeg naar haar flat te komen. Vervolgens wordt hij wakker en vertelt Anna hem waarom zij is teruggekeerd.

## Rolverdeling
| Acteur                 | Personage            |
| ---------------------- | -------------------- |
| Erland Josephson       | Henrik Vogler        |
| Ingrid Thulin          | Rakel Egerman        |
| Lena Olin              | Anna Egerman         |
| Nadja Palmsterna-Weiss | Anna Egerman (jong)  |
| Bertil Guve            | Henrik Vogler (jong) |